# Javier Ponce Gambirazio
Javier Ponce Gambirazio (Lima, 1967) es un escritor, director de cine y psicólogo peruano. Su obra se centra en las experiencias de personajes LGBT y es uno de los pocos escritores peruanos de su época en abordar abiertamente temáticas trans. Entre sus obras más conocidas se encuentra la novela El cine malo es mejor (2018).

## Trayectoria
Durante los años 80, se dedicó a grabar las experiencias de las personas mayores sobre qué era ser homosexual en los años 30 y 50 en el Perú.
Su primera obra fue el poemario Cuatro tazas de café, que publicó en 1994. A este le siguieron la colección de cuentos La música que no escuchamos (1998) y la novela Amapola (1999).
Sus siguientes novelas, Un trámite difícil (2006) y Una vida distinta (2006), fueron publicadas en España por la Editorial Pre-Textos y fueron las primeras de sus obras en contar con protagonistas transgénero.
En 2013 fue el turno de El chico que diste por muerto (2013), novela cuya primera edición también fue publicada en España y que narra la historia de un muchacho enamorado de su hermano mayor, quien lo violaba cuando eran más jóvenes. Tras la aparición de esta novela, Ponce intentó publicar sus obras siguientes en Perú, pero fue rechazado debido a las temáticas LGBT de sus obras y a su misma orientación sexual, dado que Ponce es abiertamente homosexual.
Dada la negativa de editoriales peruanas de publicarlo, Ponce decidió crear su propio sello editorial, Testigo 13 Ediciones, con el que publicó en 2018 su novela El cine malo es mejor. La obra, que el autor describió como «un atentado terrorista contra la dictadura de lo políticamente correcto», fue un éxito en ventas y fue bien recibida por la opinión crítica. La trama muestra una supuesta película de bajo presupuesto que sigue la historia de un psicólogo que trata a cinco personajes con traumas personales y que los empuja a vengarse de todos los que los han dañado.
En 2019 publicó la novela Lo tenemos levantado hacia el Señor, con un estilo irreverente similar al de El cine malo es mejor y que sigue a un grupo de personas que se encuentran grabando una película en que la virgen María es interpretada por una travesti famosa llamada Divina Lima.
En su faceta como director de cine, ha dirigido los documentales Lucha Reyes, carta al cielo (2009) y Sarita Colonia, la tregua moral (2016), sobre los susodichos personajes históricos. La primera de ellas, Lucha Reyes, fue calificada por Ponce como «nuestro ícono gay», mientras que de Sarita Colonia destacó el hecho de haber sido rechazada por la Iglesia Católica por «acoger a delincuentes, prostitutas, travestis y homosexuales».
El 22 de octubre del 2024 se presentó "Anastasha, treinta años de una película de culto 1994-2024" (Antonio Fortunic, Javier Ponce, Laura Batticani), volumen conmemorativo que cuenta el origen, producción y realización de la película, con fotos y material gráfico, y las relaciones entre los integrantes del equipo de producción. Cuenta con textos de colaboradores como: Hernán Migoya, Mario Bellatín, Francisco Lombardi, Juan Bonilla, Bárbara Panse, Diego Galdo, Giancarlo Mori, Christian Plascencia, Lucas Cornejo Pásara, Magally Alegre Henderson, Marina García Burgos, Juan Villanueva García.

## Obras

### Novelas
- Amapola (1999)
- Un trámite difícil (2006)
- Una vida distinta (2006)
- El chico que diste por muerto  (2013)
- El cine malo es mejor (2018)
- Lo tenemos levantado hacia el Señor (2019)

### Otros
- Cuatro tazas de café (1994), poesía
- La música que no escuchamos (1998), cuentos
- Mátame si puedes (2022), fotonovela.[10][11]
- Crónicas maricas (2023), no ficción[12][13]
- Anastasha, treinta años de una película de culto (2024), no ficción

## Filmografía
- Lucha Reyes, carta al cielo (2009)
- Sarita Colonia, la tregua moral (2016)